# Koelreuteria paniculata

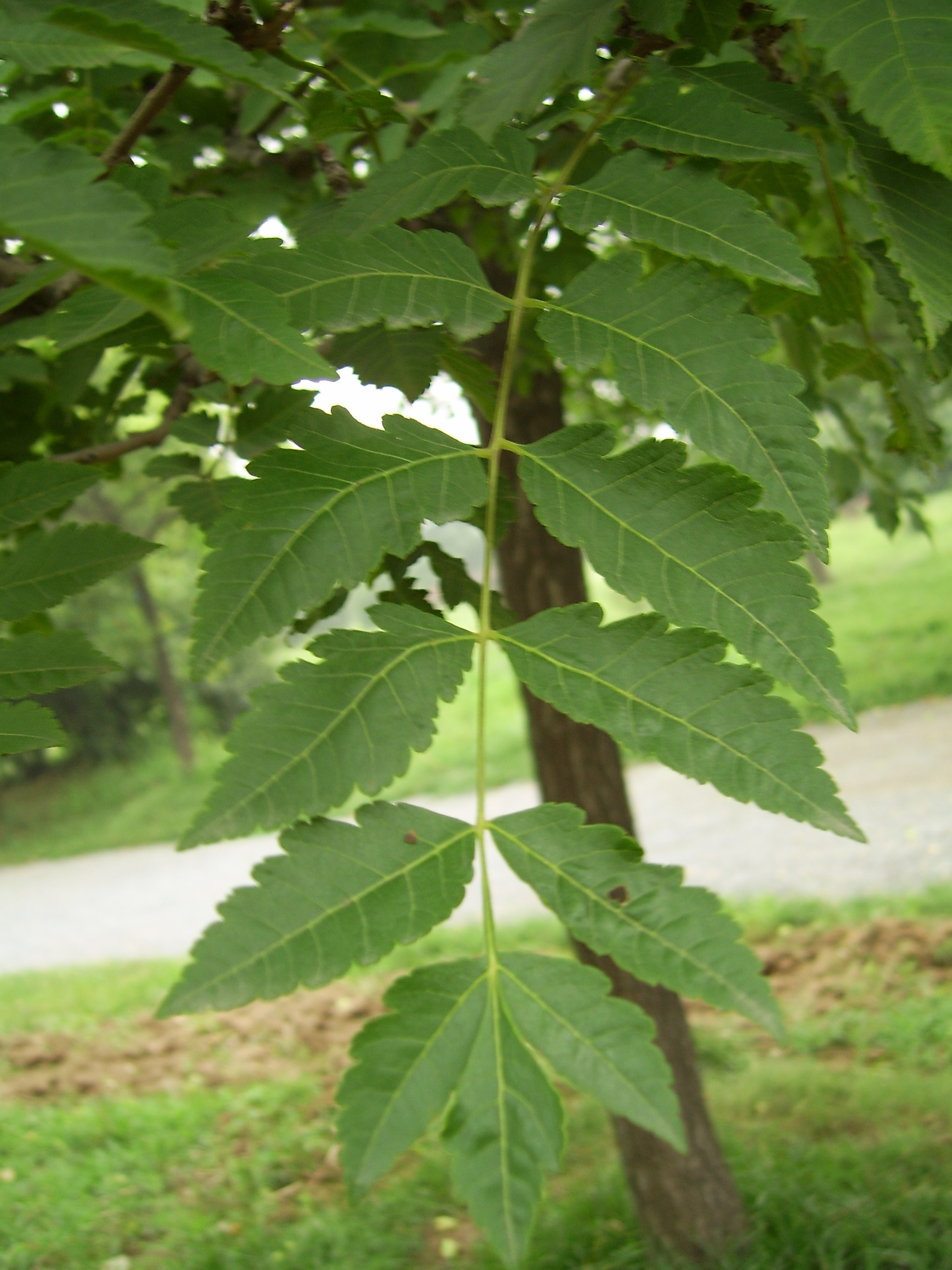
Hoja

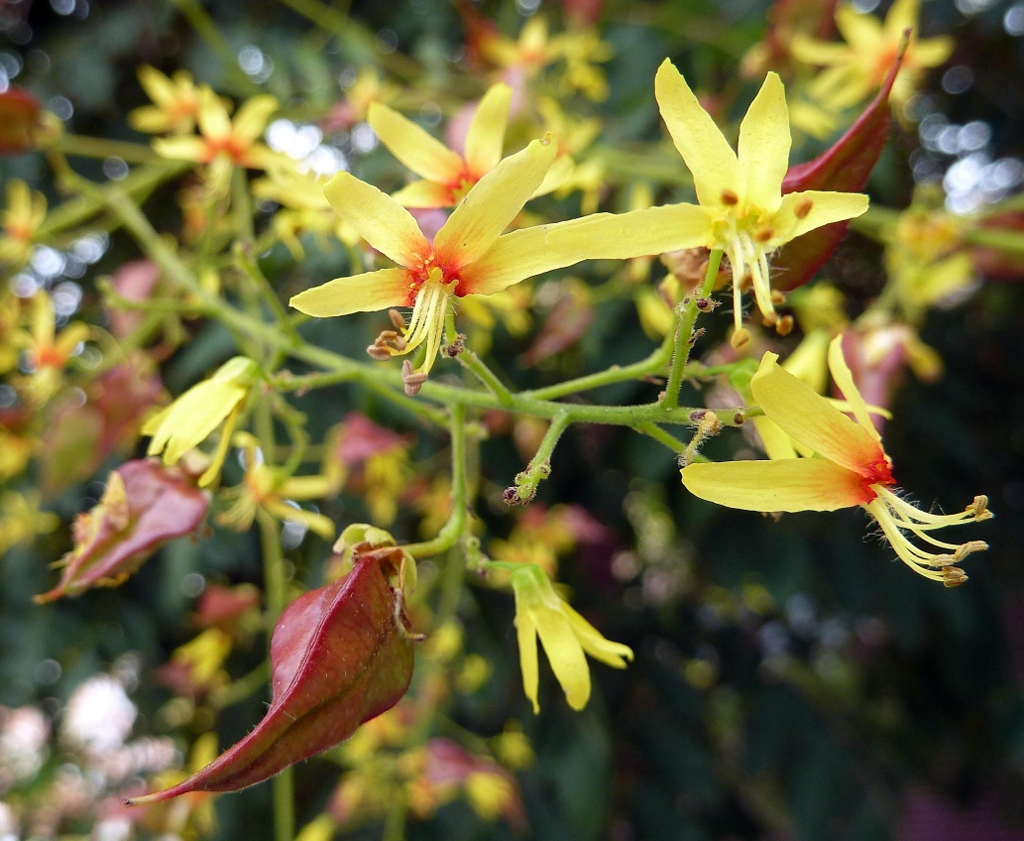
Flores y frutos maduro

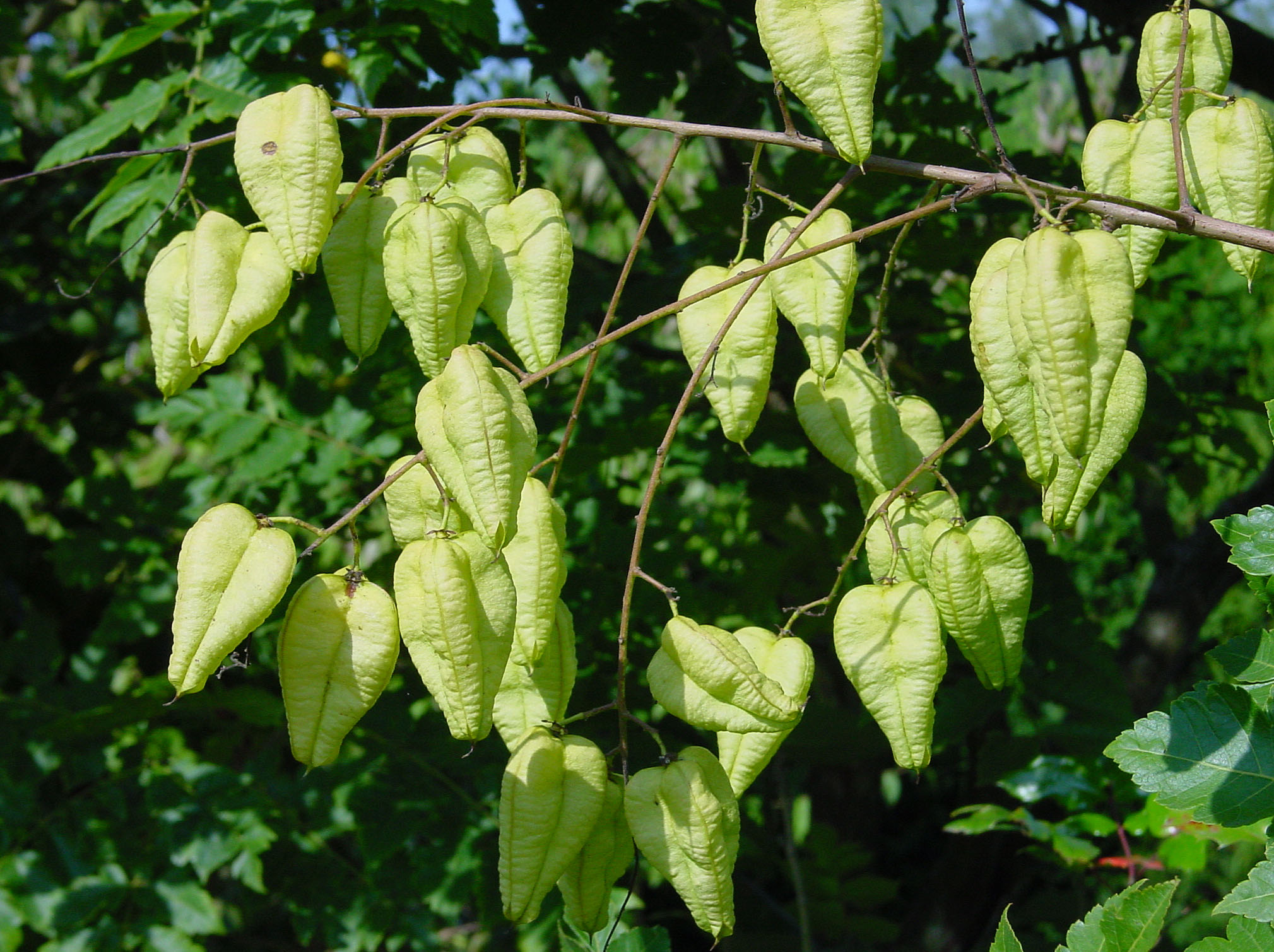
Cápsulas inmaduras.

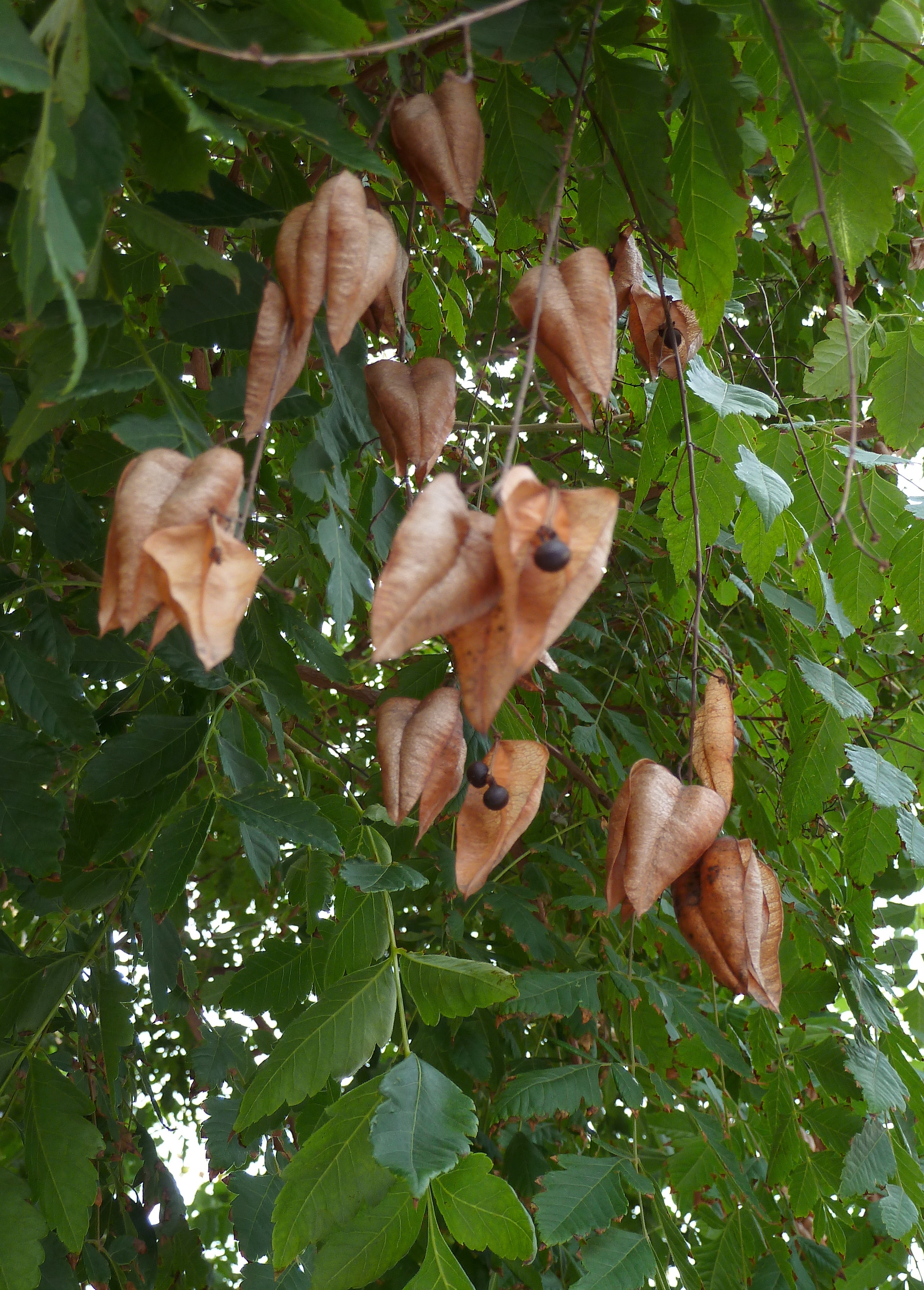
Frutos maduros y simientes.

Koelreuteria paniculata (Jabonero de la China) es una especie de planta arbórea de la familia Sapindaceae, nativa del este de Asia, en China y Corea.

## Descripción
Se trata de un pequeño o mediano árbol caduco que crece hasta los 7 m de altura, con una corona amplia y en forma de cúpula. Las hojas son pinnadas, de 15-40 cm de largo, raramente hasta 50 cm, con 7-15 folíolos de 3-8 cm de longitud, con un margen bi-lobado.
Las flores son de color amarillo, con cuatro pétalos de organización asimétrica con una mancha roja-anaranjada en la base, creciendo en un gran panícula terminal de 20-40 cm de largo. El fruto es una cápsula de 3-6 cm de largo y 2-4 cm, verde y que torna a anaranjado-rosado a maduración en otoño; contiene varias semillas de color marrón oscuro a negro de 5-8 mm de diámetro.

## Cultivo
Popularmente se cultiva como árbol ornamental en regiones de zonas templadas de todo el mundo a causa de la apariencia estética de sus flores, hojas y vainas de sus semillas. Varios cultivares han sido seleccionados para la plantación de jardín, incluyendo "Fastigiata 'con una corona estrecha, y' Gold septiembre ', con floración a finales del verano.
Esta planta se ha ganado el Premio al «Mérito Garden» de la Royal Horticultural Society.
Las semillas son comestibles cuando están asadas, pero no se consumen comúnmente.
En algunas zonas, sobre todo el este de Estados Unidos y particularmente en Florida , se considera una especie invasora .

## Taxonomía
Koelreuteria paniculata fue descrita por Erich Laxmann y publicado en Novi Commentarii Academiae Scientiarum Imperalis Petropolitanae 16: 563–564, f. 1. 1772.
Etimología
Koelreuteria: nombre genérico otorgado en honor de Joseph Gottlieb Kölreuter (1733-1806), botánico alemán, médico, profesor de Historia Natural y Director del Jardín Botánico de Karslruhe.
paniculata: epíteto latino que significa "con panículas.
Variedades
Todas las variedades y otros taxones infraespecíficos descritos son sinónimos de la especie.
Sinonimia
- Koelreuteria apiculata Rehder & E.H. Wilson
- Koelreuteria bipinnata var. apiculata (Rehder & E.H. Wilson) F.C. How & C.N. Ho
- Koelreuteria chinensis (Murray) Hoffmanns.
- Koelreuteria paniculata var. apiculata (Rehder & E.H. Wilson) Rehder
- Koelreuteria paniculata var. lixianensis H.L Tsiang
- Paullinia aurea Radlk.
- Sapindus chinensis Murray
- Sapindus paniculata (Laxm.) Dum.Cours.[9]

Nombres comunes
- Castellano: jabonero de la China, árbol de los farolillos, árbol de los farolitos, árbol del barniz, farolillos, jabonero de China[10]